# Obala kostura
Obala kostura (njem. Skelettküste)  je naziv za sjeverni dio atlantske obale Namibije. Obala se proteže od rijeke Cunene na sjeveru do rijeke Swakop na jugu. Nazivom se ponekad služi za opisivanje cijeloga obalnog dijela pustinje Namib. Bušmani iz Namibije nazivaju ovu područje »zemljištem koje je Bog stvorio u ljutnji«, dok su je portugalski mornari nazvali »vratima pakla«.
Na obali struji hladna Benguelska struja koja dovodi gustu oceansku maglu (Angolci je nazivaju cassimbo). Vjetrovi pušu s kopna na more, količina padaline ne prelazi 10 milimetara godišnje, a klima je negostoljubiva. Obala je uglavnom pješčana, ponegdje s hridima. Južni dio sastoji se od šljunčanih ravnica, dok se sjeverno od Teras Baya pružaju visoke pješčane dine.
Obala je dobila ime po nasukanim kitovim kostima koja pokrivaju obalu, ostatcima kitolova, i po skeletima brodova nasukanim na obali. Više od tisuću plovila raznih veličina nasukano je na obali. 
Sjeverni dio obale površine oko 16 000 km2 proglašen je nacionalnim parkom, od rijeke Ugab do rijeke Cunene. 

## Vanjske poveznice
- Skeleton Coast Park (engl.) namibweb.com